# Accidente ferroviario de Flores de 2011
El accidente ferroviario de Flores de 2011 fue un siniestro entre un autobús y dos formaciones de línea Sarmiento, que tuvo lugar en el barrio porteño de Flores de la Ciudad Autónoma de Buenos Aires, el 13 de septiembre de 2011.
Horas antes del accidente, un camión había roto la punta de la barrera del paso a nivel de la calle Artigas del barrio porteño de Flores debido a que la barrera se encontraba sin funcionar a 45 grados sostenida con un palo y ante la presencia de un banderillero que permitió el paso del camión. La empresa responsable del correcto funcionamiento de la barrera era el grupo TBA de los hermanos Cirigliano, la cual pertenecía al conglomerado multinacional empresarial de transporte, Grupo Plaza.
Horas más tarde un autobús de la Línea 92 cruzó las vías de la Línea Sarmiento siendo embestido por una formación identificada como «Chapa 3», la que a su vez descarriló y embistió de frente a otra formación que entraba a la misma estación en el sentido contrario.

## Sucesión de los hechos
A las 2:38, un camión de basura rompió la punta de la barrera del paso a nivel de la calle Artigas en el barrio porteño de Flores. Dicha barrera no funcionaba correctamente ya que se encontraba trabada con un palo a 45 grados con señales sonoras y auditivas permanentes, cuyo funcionamiento no estaba relacionado con la aproximación de formaciones. La empresa responsable de que la barrera funcionara correctamente era Trenes de Buenos Aires del grupo Cirigliano. En el momento de la rotura de la barrera, se encontraba en sitio un banderillero que permitió el paso del camión a pesar de la anomalía de la situación.
La Policía Metropolitana de la Ciudad de Buenos Aires a cargo de la seguridad vial en Buenos Aires tampoco dio aviso de la situación ni tomo acción alguna a pesar de que el hecho estaba siendo monitoreado con cámaras de seguridad en vivo. Dicha fuerza de seguridad no colocó "en consigna" de uno de sus agentes en el lugar pese a haber tenido filmada la maniobra.
A las 6:23, un colectivo de la Línea 92 que se dirigía hacia Retiro cruzó el paso a nivel sin advertir un tren de la Línea Sarmiento que circulaba en sentido hacia Moreno, y fue embestido por dicha formación. La carrocería del ómnibus quedó destrozada como producto del doble impacto: en primer lugar con el ferrocarril, y luego con el borde del andén de la Estación Flores. Adicionalmente y como resultado del choque, el tren descarriló desplazándose hacia la vía opuesta, e impactando contra una segunda formación que circulaba realizando el recorrido contrario.
Grabaciones de una cámara de seguridad provistas por la Policía Metropolitana de la Ciudad de Buenos Aires y difundidas por la prensa local dan testimonio de que las señales lumínicas y sonoras del cruce advertían sobre la llegada de la formación, pero en forma confusa ya que estaban activadas permanentemente; asimismo la barrera no estaba en posición horizontal, sino a 45° ya que horas antes del accidente un camión había roto la punta de la barrera del paso a nivel del barrio porteño de Flores, pero la Policía Metropolitana a cargo de la seguridad vial en Buenos Aires no dio el un aviso de que la barrera fue embestida y no colocó "una consigna" de uno de sus agentes en el lugar pese a haber tenido filmada la maniobra. Por otro lado, en las mismas grabaciones, se observa que la barrera había estado funcionando de dicha forma momentos antes del accidente y que había un banderillero dirigiendo el tránsito. Cuando se produce el choque, no se observa la presencia del banderillero.
Minutos después del accidente, personal de las fuerzas de seguridad y de la salud se encontraban en el lugar realizando las primeras tareas de rescate. Varias decenas de ambulancias trasladaron a los heridos durante toda la mañana hacia los hospitales más cercanos. El maquinista de la formación descarrilada quedó atrapado entre los hierros durante aproximadamente dos horas, y pudo ser rescatado con heridas graves.

## Causa
El juez federal Julián Ercolini y el fiscal federal Gerardo Di Masi quedaron a cargo de la investigación de las causas que ocasionaron el siniestro.

## Consecuencias
Once personas fallecieron en el accidente: un menor, tres mujeres y siete hombres, entre los que se encuentra el chofer del colectivo. Mientras que 228 personas resultaron heridas.
Durante el día del accidente, la Línea Sarmiento ofreció un servicio reducido entre Estación Moreno y Estación Liniers.
En los días subsiguientes, se anunció el avance del Soterramiento del Ferrocarril Sarmiento, en el cual se proyecta eliminar todos los pasos a nivel de esta línea.